# Заболотний Василь Макарович
Василь Макарович Заболотний (нар. 26 червня 1935, село Петропавлівка, тепер Городищенського району Черкаської області — 29 жовтня 2015, місто Севастополь) — український радянський діяч, бригадир теслярів-бетонників будівельно-монтажного управління № 27 тресту «Черкасхімбуд» Черкаської області. Герой Соціалістичної Праці (8.01.1974). Депутат Верховної Ради СРСР 9—10-го скликань.

## Біографія
Народився в селянській родині. Батька вбили німецькі окупанти.
Після війни виховувався в Шполянському дитячому будинку на Черкащині, де закінчив шість класів. З 1949 по 1952 рік навчався у Київському ремісничому училищі, здобув спеціальність столяра.
Працював на будівництві Київського шиферного заводу, нових корпусів політехнічного інституту в місті Києві та в радгоспі «Свободному» Акмолінської області Казахської РСР, де до 1954 року був столяром.
У грудні 1954—1956 роках — у Радянській армії.
У 1956—1960 роках — столяр шахти «Жовтень» міста Кривого Рогу Дніпропетровської області. У 1960—1962 роках — столяр і тесляр промкомбінату Черкаської обласної спілки споживчих товариств. Потім працював на будівництві хімічного комбінату в місті Черкасах.
У 1962—1987 роках — бригадир теслярів-бетонників, бригадир комплексної бригади будівельно-монтажного управління № 27 тресту «Черкасхімбуд» міста Черкаси Черкаської області. Бригада, очолювана 3аболотним, першою в УРСР почала працювати за методом бригадного підряди в умовах промислового будівництва. Заочно здобув середню освіту.
Член КПРС з 1964 року. Делегат XXIV з'їзду КПРС.
Без відриву від виробництва закінчив Київський інженерно-будівельний інститут.
З 1987 року — в місті Севастополі, де довгі роки очолював міське Управління державного архітектурно-будівельного контролю.
З 2005 року — на пенсії в місті Севастополі. Похований у Севастополі.

## Нагороди
- Герой Соціалістичної Праці (8.01.1974)
- два ордени Леніна (11.08.1966, 8.01.1974)
- орден Трудового Червоного Прапора (5.04.1971)
- медалі
- Державна премія СРСР (1977)
- Почесний громадянин міста Севастополя